# Columbia (Illinois)
Columbia is een plaats (city) in de Amerikaanse staat Illinois, en valt bestuurlijk gezien onder Monroe County en St. Clair County.

## Demografie
Bij de volkstelling in 2000 werd het aantal inwoners vastgesteld op 7922. In 2006 is het aantal inwoners door het United States Census Bureau geschat op 9109, een stijging van 1187 (15,0%).

## Geografie
Volgens het United States Census Bureau beslaat de plaats een oppervlakte van 24,5 km², waarvan 24,4 km² land en 0,1 km² water. Columbia ligt op ongeveer 125 m boven zeeniveau.

## Plaatsen in de nabije omgeving
De onderstaande figuur toont nabijgelegen plaatsen in een straal van 12 km rond Columbia.